# Хараузьке сільське поселення
Харау́зьке сільське поселення (рос. Хараузское сельское поселение) — сільське поселення у складі Петровськ-Забайкальського району Забайкальського краю Росії.
Адміністративний центр та єдиний населений пункт — село Харауз.

## Населення
Населення сільського поселення становить 795 осіб (2019; 883 у 2010, 973 у 2002).